# Australische composietenroest
De australische composietenroest (voorheen: Puccinia lagenophorae) of kruiskruidroest (Puccinia glomerata) is een schimmel in de familie Pucciniaceae. Deze roest leeft als biotrofe parasiet en vormt roestvlekken en puisten op de bladoppervlakken van de waardplanten. De voornaamste waardplanten zijn glanzend kruiskruid (Senecio squalidu) en klein kruiskruid (Senecio vulgaris). Hij komt veel voor in Australië en Europa.

## Kenmerken
Uiterlijke kenmerken
De Australische composietenroest vormt bekerachtige structuren. De kleur is fel oranje. Op kruiskruid (Senecio) vormt de Australische composietenroest de telia vooral op de stengels en bladeren van de gastheer. Zodra ze vrij zijn krijgen ze meer afgeronde vorm.
Microscopische kenmerken
Hun oranje aeciosporen zijn 10–16 × 10–16 µm groot, enigszins bolvormig, wratachtig en worden in ketens gevormd. De schimmel ontwikkelt blijkbaar geen uredia. De delen van de soort die verspreid op de stengels van de waardplanten groeien, zijn meestal donkerbruin, poederachtig en langdurig bedekt. De donkerbruine teliosporen zijn een- tot tweecellig, meestal stomp gelobd tot breed ellipsoïde, dubbel of drievoudig gegroefd en 20-40 × 12-18 µm groot. Hun steel is kleurloos en 20-40 µm lang.

## Verspreiding
Deze roest is van oorsprong inheems in Australië en is in 1961 voor het eerst in Europa (Frankrijk) waar genomen. In Nederland werd ze voor het eerst in 1972 aangetroffen in moestuintjes in Lelystad. In 2020 komt de soort in Nederland vrij algemeen voor.

## Madeliefjesroest
Het verschil met het madeliefjesroest (Puccinia distincta) is niet altijd duidelijk. Twijfelgevallen worden als Puccinia lagenophorae sensu gedetermineerd. Microscopisch is het verschil wel duidelijk. Op het madeliefje (Bellis perennis) zijn er 3-cellige teliosporen (naast 1- en 2-cellige teliosporen).

## Foto's

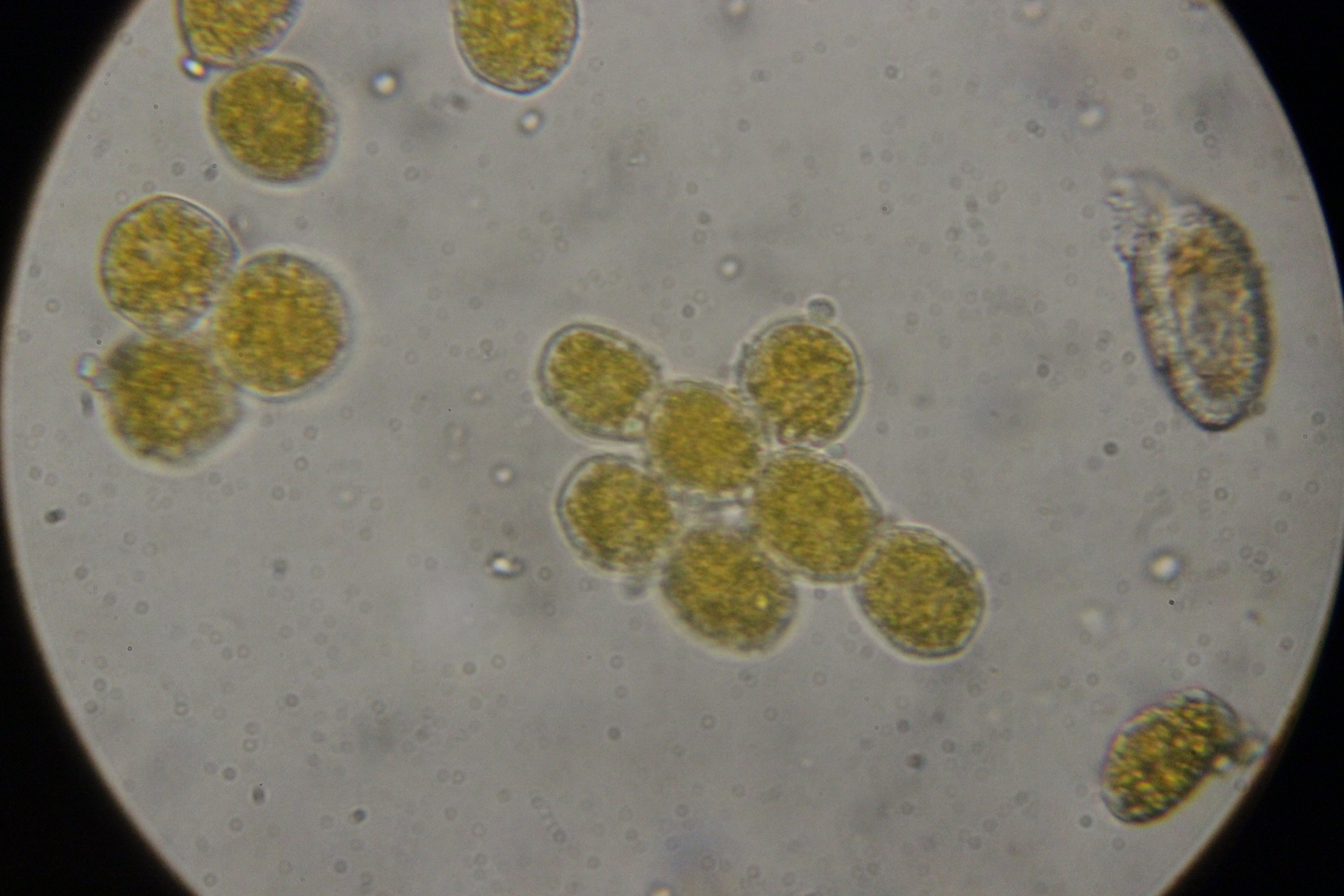
Aeciosporen
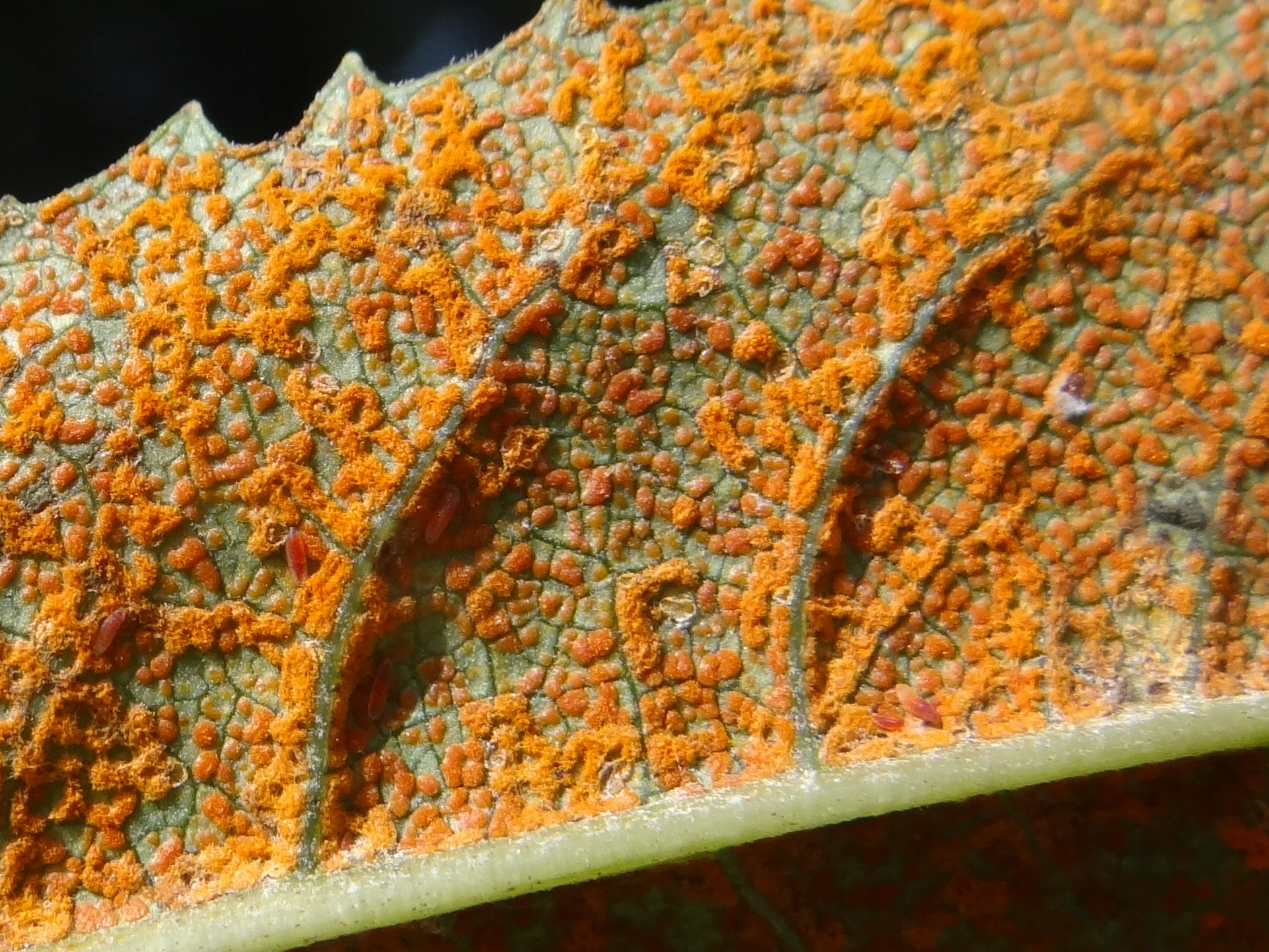
Telia op Senecio sylvestris